# 小叶眼树莲
小叶眼树莲（学名：Dischidia minor）是夹竹桃科眼树莲属的植物。分布在印度、马来西亚、越南以及中国大陆的福建、云南、广东等地，生长于海拔500米至1,360米的地区，常生长在山地林谷中，目前尚未由人工引种栽培。
其种加词“minor”意为“较小的”。
现接受名为圆叶眼树莲（Dischidia nummularia R.Br., 1810）。

## 别名
上别木（广东）

## 异名
- Dischidia minor (Vahl) Merr.